# DeRay Davis
DeRay Davis (Antwan De Ray Davis) is een Afro-Amerikaanse stand-upcomedian en acteur. Hij speelde sinds 1990 in een handvol films en verscheen in televisieprogramma's sinds 1990. Enkele hiervan zijn Ray the Hustle Guy, Barbershop, Barbershop 2: Back in Business. Davis verscheen in 2007 - als zichzelf - in de film How She Move, als presentator van een danswedstrijd. Ook is hij actief in ComicView van Black Entertainment Television / BET.
Davis is een vriend van Kanye West en speelt in de video van deze rapper; "Through the Wire".
Hij is te zien in Wild 'N Out van Nick Cannon en in de video van Chris Brown; "Yo (Excuse Me Miss)". Ook speelt hij in de video van Three 6 Mafia;
"Doe Boy Fresh".